# Strafbataillon
Gli Strafbataillon (battaglione criminale) erano unità penali militari della Wehrmacht create durante la seconda guerra mondiale per i soldati giudicati dalla corte marziale e condannati alla pena di morte.

## Compiti
Gli Strafbataillon furono impiegati soprattutto sul fronte orientale per condurre le operazioni più pericolose al limite di missioni suicide; le perdite erano alte dal momento che i soldati venivano usati per bonificare campi minati, assaltare obiettivi difficili o difendere posizioni contro forze attaccanti preponderanti.

## Destino
Qualora un soldato venisse ferito, veniva spesso lasciato morire o ucciso visto che i dottori della Wehrmacht avevano l'ordine di non curare i membri degli Strafbataillon; i cadaveri dei soldati, inoltre, non venivano seppelliti ma lasciati sul terreno.
Se un soldato arrivava alla fine della sua pena veniva rilasciato, ritenuto "idoneo al combattimento" e mandato in un'altra unità, questa volta con gli stessi diritti di un normale soldato.
Durante gli ultimi giorni della guerra, con il Terzo Reich ormai sull'orlo della disfatta, i soldati venivano mandati negli Strafbataillon persino per la più lieve delle infrazioni.

## Nella letteratura
Il riferimento più celebre a queste unità si trova nei romanzi dello scrittore danese Sven Hassel, i quali hanno come protagonisti un gruppo di soldati dello Strafbataillon.